# Стефан Кінталь
Стефан Івон Кінталь (фр. Stéphane Yvon Quintal, нар. 22 жовтня 1968, Бушервіль, Квебек) — канадський хокеїст, що грав на позиції захисника. Грав за збірну команду Канади.

## Ігрова кар'єра
Професійну хокейну кар'єру розпочав 1988 року.
1987 року був обраний на драфті НХЛ під 14-м загальним номером командою «Бостон Брюїнс».
Протягом професійної клубної ігрової кар'єри, що тривала 18 років, захищав кольори команд «Мен Марінерс», «Бостон Брюїнс», «Сент-Луїс Блюз», «Вінніпег Джетс», «Монреаль Канадієнс», «Нью-Йорк Рейнджерс», «Чикаго Блекгокс» та «Азіаго».
Усього провів 1037 матчів у НХЛ, включаючи 52 матчі плей-оф Кубка Стенлі.
Виступав за збірну Канади.